# Dedo índice
El dedo índice es el segundo dedo de la mano, y se encuentra entre el dedo pulgar y el dedo cordial o dedo medio. Es el dedo más expresivo: sirve para señalar direcciones u objetos, para mostrar una negativa moviéndolo a ambos lados de forma reiterada, o para enfatizar instrucciones u órdenes.
En el hinduismo, el dedo índice de la mano derecha no debe tocar alimento alguno ya que sus dogmas consideran que es «el dedo impuro de la mano derecha» (la mano izquierda se considera «la mano impura» y, por tanto, no se usa para comer).